# دوغ رينغ
دوغ رينغ (14 أكتوبر 1918 في أستراليا - 23 يونيو 2003 بملبورن في أستراليا) (بالإنجليزية: Doug Ring)‏ هو لاعب كريكت أسترالي. شارك مع منتخب أستراليا الوطني للكريكت. أما مع فريق رياضي، فقد لعب مع فريق فكتوريا للكريكت.

## وصلات خارجية
- دوغ رينغ على موقع إي آس بي آن كريك إنفو (الإنجليزية)